# Grande Prêmio do Brasil de 2014
O Grande Prêmio do Brasil de 2014 (formalmente Formula 1 Grande Prêmio Petrobras do Brasil 2014) foi uma corrida de Fórmula 1 disputada em 9 de novembro de 2014 no Autódromo José Carlos Pace, em São Paulo, Brasil. Válida como a 18ª e penúltima etapa da temporada de 2014, a prova teve como vencedor o alemão Nico Rosberg, da Mercedes. O inglês Lewis Hamilton, também da Mercedes, e o brasileiro Felipe Massa, da Williams, completaram o pódio.

## Pneus
| Nome do composto | Cor     | Cor | Banda de rolamento | Condições de condução | Dry Type*    | Aderência | Longevidade |
| ---------------- | ------- | --- | ------------------ | --------------------- | ------------ | --------- | ----------- |
| Macio            | Amarelo |     | Slick              | Seco                  | Prime/Option | Médio     | Médio       |
| Médio            | Branco  |     | Slick              | Seco                  | Prime/Option | Médio     | Médio       |

### Treino Classificatório
| Pos.                     | Nu. | Piloto            | Construtor           | Q1       | Q2       | Q3       | Grid |
| ------------------------ | --- | ----------------- | -------------------- | -------- | -------- | -------- | ---- |
| 1                        | 6   | Nico Rosberg      | Mercedes             | 1:10.347 | 1:10.303 | 1:10.023 | 1    |
| 2                        | 44  | Lewis Hamilton    | Mercedes             | 1:10.457 | 1:10.712 | 1:10.056 | 2    |
| 3                        | 19  | Felipe Massa      | Williams-Mercedes    | 1:10.602 | 1:10.343 | 1:10.247 | 3    |
| 4                        | 77  | Valtteri Bottas   | Williams-Mercedes    | 1:10.832 | 1:10.421 | 1:10.305 | 4    |
| 5                        | 22  | Jenson Button     | McLaren-Mercedes     | 1:11.097 | 1:11.127 | 1:10.930 | 5    |
| 6                        | 1   | Sebastian Vettel  | Red Bull-Renault     | 1:11.880 | 1:11.129 | 1:10.938 | 6    |
| 7                        | 20  | Kevin Magnussen   | McLaren-Mercedes     | 1:11.134 | 1:11.211 | 1:10.969 | 7    |
| 8                        | 14  | Fernando Alonso   | Ferrari              | 1:11.558 | 1:11.215 | 1:10.977 | 8    |
| 9                        | 3   | Daniel Ricciardo  | Red Bull-Renault     | 1:11.593 | 1:11.208 | 1:11.075 | 9    |
| 10                       | 7   | Kimi Räikkönen    | Ferrari              | 1:11.193 | 1:11.188 | 1:11.099 | 10   |
| 11                       | 21  | Esteban Gutiérrez | Sauber-Ferrari       | 1:11.520 | 1:11.591 |          | 11   |
| 12                       | 27  | Nico Hülkenberg   | Force India-Mercedes | 1:11.848 | 1:11.976 |          | 12   |
| 13                       | 99  | Adrian Sutil      | Sauber-Ferrari       | 1:11.943 | 1:12.099 |          | 13   |
| 14                       | 26  | Daniil Kvyat      | Toro Rosso-Renault   | 1:11.423 | No Time  |          | 171  |
| 15                       | 8   | Romain Grosjean   | Lotus-Renault        | 1:12.037 |          |          | 14   |
| 16                       | 25  | Jean-Éric Vergne  | Toro Rosso-Renault   | 1:12.040 |          |          | 15   |
| 17                       | 11  | Sergio Pérez      | Force India-Mercedes | 1:12.076 |          |          | 182  |
| 18                       | 13  | Pastor Maldonado  | Lotus-Renault        | 1:12.233 |          |          | 16   |
| Tempo dos 107%: 1:15.271 |     |                   |                      |          |          |          |      |
| Fonte:                   |     |                   |                      |          |          |          |      |

Notas
- ↑1  – Daniil Kvyat foi punido com a perda de sete posições por ter acúmulado o limite de motores disponíveis na corrida anterior.
- ↑2  – Sergio Pérez foi punido com a perda de sete posições por ter causado acidente com Adrian Sutil no Grande Prêmio dos Estados Unidos.

### Corrida
| Pos.   | Nu. | Piloto            | Construtor           | Voltas' | Tempo/Retirado | Grid | Pts. |
| ------ | --- | ----------------- | -------------------- | ------- | -------------- | ---- | ---- |
| 1      | 6   | Nico Rosberg      | Mercedes             | 71      | 1:40:04.785    | 1    | 25   |
| 2      | 44  | Lewis Hamilton    | Mercedes             | 71      | +1.457         | 2    | 18   |
| 3      | 19  | Felipe Massa      | Williams-Mercedes    | 71      | +41.031        | 3    | 15   |
| 4      | 22  | Jenson Button     | McLaren-Mercedes     | 71      | +48.658        | 5    | 12   |
| 5      | 1   | Sebastian Vettel  | Red Bull-Renault     | 71      | +51.420        | 6    | 10   |
| 6      | 14  | Fernando Alonso   | Ferrari              | 71      | +1:01.906      | 8    | 8    |
| 7      | 7   | Kimi Räikkönen    | Ferrari              | 71      | +1:03.730      | 10   | 6    |
| 8      | 27  | Nico Hülkenberg   | Force India-Mercedes | 71      | +1:03.934      | 12   | 4    |
| 9      | 20  | Kevin Magnussen   | McLaren-Mercedes     | 71      | +1:10.085      | 7    | 2    |
| 10     | 77  | Valtteri Bottas   | Williams-Mercedes    | 70      | +1 volta       | 4    | 1    |
| 11     | 26  | Daniil Kvyat      | Toro Rosso-Renault   | 70      | +1 volta       | 17   |      |
| 12     | 13  | Pastor Maldonado  | Lotus-Renault        | 70      | +1 volta       | 16   |      |
| 13     | 25  | Jean-Éric Vergne  | Toro Rosso-Renault   | 70      | +1 volta       | 13   |      |
| 14     | 21  | Esteban Gutiérrez | Sauber-Ferrari       | 70      | +1 volta       | 11   |      |
| 15     | 11  | Sergio Pérez      | Force India-Mercedes | 70      | +1 volta       | 18   |      |
| 16     | 99  | Adrian Sutil      | Sauber-Ferrari       | 70      | +1 volta       | 13   |      |
| Ret    | 8   | Romain Grosjean   | Lotus-Renault        | 64      | Motor          | 14   |      |
| Ret    | 3   | Daniel Ricciardo  | Red Bull-Renault     | 40      | Suspensão      | 9    |      |
| Fonte: |     |                   |                      |         |                |      |      |

## Volta de Liderança
- Commons

- Nico Rosberg : 59 (1-6), (14-25), (29-49) e (52-71)
- Lewis Hamilton : 7 (7-8), (26-28) e (50-51)
- Nico Hülkenberg : 5 (9-13)

## Tabela do campeonato após a corrida
Somente as cinco primeiras posições estão incluídas nas tabelas.
| Pos | Piloto           | Pontos | Var |
| --- | ---------------- | ------ | --- |
| 1   | Lewis Hamilton   | 334    | 0   |
| 2   | Nico Rosberg     | 317    | 0   |
| 3   | Daniel Ricciardo | 214    | 0   |
| 4   | Sebastian Vettel | 159    | 1   |
| 5   | Fernando Alonso  | 157    | 1   |

| Pos | Construtor        | Pontos | Var |
| --- | ----------------- | ------ | --- |
| 1   | Mercedes          | 651    | 0   |
| 2   | Red Bull-Renault  | 373    | 0   |
| 3   | Williams-Mercedes | 254    | 0   |
| 4   | Ferrari           | 210    | 0   |
| 5   | McLaren-Mercedes  | 161    | 0   |

|  |              |
|  | Campeão      |
|  | Vice-Campeão |
|  | 3º Colocado  |